# Siegfried Böhm (Konstrukteur)
Siegfried Böhm (* 18. Juli 1921 in Witzschdorf, Erzgebirge; † 23. Juli 2016 in Dresden) war ein deutscher Konstrukteur, der Mitte des 20. Jahrhunderts für die volkseigene optische Industrie in Dresden tätig war. Böhm wurde als Mann hinter dem Erfolg der Praktica bekannt. Er ging 1981 in den Ruhestand.

## Leben
Nach der Ausbildung zum Technischen Zeichner arbeitete Böhm ab seinem 18. Lebensjahr bei der Zeiss Ikon AG. Im Abendstudium bildete er sich zum Techniker weiter. Im Zweiten Weltkrieg wurde er als Soldat schwer verwundet.

## Beiträge zur Kameratechnik
Nach dem Krieg arbeitete Böhm wieder bei Zeiss Ikon bzw. dessen Nachfolgebetrieben. Die prägende nächste berufliche Station führte ihn zu den Kamera-Werkstätten in Dresden-Niedersedlitz – dem Unternehmen, das die Praktiflex herausgebracht hatte. Die Praktiflex war die weltweit erste Kleinbild-Spiegelreflexkamera mit einem Rückschwingspiegel. Sie wurde ab 1937 von Benno Thorsch und Alois Hoheisel bei den Kamera-Werkstätten Guthe & Thorsch GmbH entwickelt. Das Nachfolgeunternehmen, die Kamera-Werkstätten Charles A. Noble, konzentrierte sich auf dieses Produkt und brachte es 1939 auf den Markt. Der Betrieb blieb im Zweiten Weltkrieg unzerstört, seine Eigentümer wurden jedoch nach Kriegsende verschleppt und enteignet.
Die Sowjetische Militäradministration (SMAD) forderte 1945 von den Kamera-Werkstätten die jährliche Lieferung von 50.000 Kameras der Modelle der Praktiflex und Pilot Super. Wegen der weitgehend auf handwerkliche Verfahren ausgelegten Produktion im Niedersedlitzer Werk war es unmöglich, eine solche Produktionsleistung zu erreichen. Um die Produktion zu beschleunigen, wurde der Zeiss-Ikon-Konstrukteur Böhm in das Unternehmen geschickt.
Böhm begann am 12. Januar 1946. Er führte mit der Version 13 der Praktiflex der 2. Generation die ersten konstruktiven Änderungen ein. Mit dieser Praktiflex II wurde u. a. der Objektivanschluss von M40 auf M42 umgestellt. Blumtritt zufolge hatten die Vertreter der SMAD diese Umstellung durch eine kurzzeitige Inhaftnahme Böhms erzwungen. Die erste Praktica wurde auf Grundlage der Praktiflex von Böhm 1948 in wichtigen Teilen neukonstruiert. Die Praktica wurde im Jahre 1949 der Öffentlichkeit vorgestellt.
Böhm war weiterhin beteiligt an der Entwicklung der für den professionellen Einsatz gedachten Praktina (Prototyp 1952). Die Praktina war die weltweit erste Kleinbild-System-Spiegelreflexkamera mit voller Austauschbarkeit von optischen Komponenten und Zubehör. Ebenso fand die Entwicklung der Pentacon Six bei Pentacon unter seiner Verantwortung statt. Auch an der Entwicklung des für den gesamten Raum des Rates für Gegenseitige Wirtschaftshilfe (RGW) konzipierten PENTAKTA-Mikrofilm-Systems war Böhm maßgeblich beteiligt (1968–1972).

## Böhm als Betriebsleiter und Technischer Direktor
Zum 1. Januar 1948 wurde Böhm zum Betriebsleiter des VEB Kamerawerke Niedersedlitz ernannt. In Personalunion war er zusätzlich Technischer Leiter und Chefkonstrukteur. Selbst die bescheidenen Produktionsziffern von 1948 konnten nur durch damals ungesetzliche „Tauschgeschäfte“ erreicht werden. Böhm organisierte solche Tauschgeschäfte und wurde denunziert. Eine offizielle Untersuchung wurde Anfang 1950 jedoch eingestellt. Erst für die Praktica konnte Böhm ab 1950 industrielle Konstruktions- und Produktionsmethoden einführen, die nennenswerte Produktionssteigerungen zur Folge hatten.
Mit Bildung des VEB Kamera- und Kinowerke Dresden wurde Böhm am 1. Juni 1959 Technischer Direktor des Unternehmens. Er führte u. a. die Fließbandfertigung der Praktica ein (1965) und sorgte dafür, dass 1964 trotz der räumlichen Zersplitterung der Pentacon-Betriebsstätten wenigstens die rotationssymmetrischen Bauteile für den Großserienbetrieb zentral gefertigt wurden.
Nach seiner Pensionierung 1981 arbeitete Böhm weiter an Aufgaben von grundsätzlicher Bedeutung und als Berater des Pentacon-Betriebsdirektors.

## Ehrungen
Siegfried Böhm wurden eine Reihe von DDR-Ehrungen verliehen:
- Nationalpreis der DDR II. Klasse für Wissenschaft und Technik für die Entwicklung des PENTAKTA-Mikrofilm-Systems (5. Oktober 1973; mit Herbert Hauptvogel, Walter Hennig, Richard Hummel, Gerhard Jehmlich und Manfred Reichel),
- Orden Banner der Arbeit,
- Verdienter Techniker des Volkes,
- Verdienter Aktivist und die
- Dr.-Theodor-Neubauer-Medaille.

## Patente
Siegfried Böhm wurden eine Reihe von Patenten als Erfinder erteilt. Anmelder der bundesdeutschen Patente sind entweder der VEB Kamerawerke Niedersedlitz, (meistens) die Elba-Kamera-Gesellschaft mbH, Dresden, oder der VEB Feinmeß Dresden. Die internationalen Patente (USA, Schweiz, Österreich) haben bei im Wesentlichen gleichem Inhalt gelegentlich etwas variierende Erfinder. Als Patentinhaber kommen der VEB Kamera- und Kinowerk Dresden sowie der VEB Pentacon, Dresden, – dessen Nachfolgeunternehmen – hinzu. Mit Ausnahme des Patents DBP 1123553 ist stets Böhm der erstgenannte Erfinder.
- Schlitzverschluss mit in zwei Stufen einstellbarem Hemmwerk (mit Heinz Kröbel und Karl Wunderlich, DBP 1098809, Anmeldung 1952)
- Photographischer Schlitzverschluss mit Voreinstellung des Belichtungsschlitzes (mit Heinz Kröbel und Karl Wunderlich, DBP 1144103, Anmeldung 1952)
- Zweifilmkamera (DBP 1021245, Anmeldung 1953)
- Auslösewerk für photographische Kamera mit Schlitzverschluss (DBP 1062540, Anmeldung 1953)
- Lichtschacht mit Seitenblenden und Sucherlinse (mit Günther Hausmann und Rudolf Hainy, DBP 1039358, Anmeldung 1954)
- Photoelektrischer Belichtungsmesser für eine Spiegelreflexkamera (mit Gerhard Jehmlich, DBP 969693, Anmeldung 1955)
- Photographische Kamera mit Schlitzverschluss (mit Friedrich Winkler, Horst Fischer und Horst Huhle, DBP 1032086, Anmeldung 1956)
- Schlitzverschluss mit Einrichtung zum Einstellen und Regeln der Belichtungszeit (DBP 1117379, Anmeldung 1956)
- Photographische Kamera mit verstellbarer Schichttägerbühne (mit Günther Hausmann, DBP 1037257, Anmeldung 1956)
- Photographische Kamera mit schwenkbarem Laufboden (mit Günter Hausmann, DBP 1108067, Anmeldung 1957)
- Zweifilm-Kamera (mit Heinrich Skolaude, DBP 1135282, Anmeldung 1957)
- Einäugige Zweifilm-Kamera (mit Rudolf Hainy, DBP 1157474, Anmeldung 1957)
- Einrichtung zur Feststellung des Schlittens von Laufbodenkameras (mit Günter Hausmann und Friedrich Winkler, DBP 1086542, Anmeldung 1958)
- Einrichtung zum Feststellen der Standarte von Großformatkameras (mit Günter Hausmann, Friedrich Winkler und Herbert Wilsch, DBP 1123553, Anmeldung 1958)
- Mess-Sucher für Großformatkameras (mit Gerhard Jehmlich, Günter Hausmann und Friedrich Winkler, DBP 1206300, Anmeldung 1958)
- Auslöse- und Sperreinrichtung für einäugige Spiegelreflexkameras (mit Wolfgang Viehrig und Friedrich Winkler, DBP 1125757, Anmeldung 1958)
- Blitzkontakteinrichtung für Kameras mit Schlitzverschluss (mit Friedrich Winkler, DBP 1158826, Anmeldung 1958)
- Photographische Kamera mit gekoppelten Einstellern für Belichtungszeit und Entfernung (mit Werner Hahn, Walter Hennig, Klaus Hintze und Johannes Weise, DBP 1181048, Anmeldung 1960)